# Anastácio de Quersoneso
Anastácio de Quersoneso (em russo: Анастас Корсунянин; romaniz.: Anastas Korsunski; Séc. X, Quersoneso - após 1018, provavelmente na Polônia) foi um clérigo, aparentemente grego, um dos principais líderes eclesiásticos durante o reinado do príncipe Vladimir I, confessor do príncipe de Kiev, um dos líderes da construção e primeiro reitor da Igreja dos Dízimos em Kiev, presumivelmente o chefe de facto da Igreja Russa durante os anos do Batismo da Rússia.

## Biografia
A data de nascimento de Anastácio é desconhecida (provavelmente no Séc. X), nem está claro se ele nasceu em Quersoneso e se era grego. 
Até 989, Anastácio estava em Quersoneso - o centro das possessões bizantinas na Crimeia. Quersoneso era uma colônia comercial com muitos povos dos Balcãs e do Oriente. Durante o cerco de Quersoneso pelo príncipe Vladimir I (989), Anastácio passou para o lado do príncipe russo. De acordo com a lenda, em uma mensagem enviada a eles por uma flecha da cidade sitiada, a localização dos poços, de onde a água era canalizada para a cidade, foi relatada. Tendo desenterrado os canos, Vladimir cortou o acesso de água à cidade e, portanto, forçou os quersonesenses a se renderem. Em agradecimento pelo serviço prestado, Vladimir aproximou Anastácio de si e levou-o consigo para a Rússia, juntamente com padres de Quersoneso e numerosas relíquias cristãs, atribuindo-lhe o lugar de mais honra de reitor da primeira Catedral de Kiev, a chamada "dos Dízimos". Em 991–996. Vladimir constrói a Igreja dos Dízimos em Kiev e confia a liderança dela a Anastácio: "Decore com ícones e confie Nastas de Quersoneso, e os sacerdotes de Quersoneso ... ordene-lhes que sirvam nela, empurrando que todos o mesmo que ele pegou em Quersoneso: ícones e empréstimos e cruzes "... O dízimo da igreja também é transferido para Anastácio, estabelecido por Vladimir de todas as suas "propriedades" e "da cidade" em favor da Igreja. Anastácio também atua como guardião da propriedade principesca após a morte de Vladimir (15 de julho de 1015). Se Anastácio e outras pessoas hierárquicas que conheciam duas línguas foram levadas pelo Príncipe Vladimir para servir na Igreja russa, então, é claro, desde que eles já estivessem entre o clero da arquidiocese búlgara de Ocrida, ou facilmente passados sob sua jurisdição. Não é por acaso que aparece na crônica o metropolita Leôncio ou Leão, que naqueles anos era o chefe da metrópole autocéfala de Ocrida e, nesse sentido, "chefiava" a Igreja missionária russa que ainda não havia se formado. Ele não foi levado literalmente por Vladimir, mas apenas foi chamado canonicamente pelo chefe da Igreja russa nos primeiros anos de sua existência, sem se mudar para Kiev. Esta foi uma posição canônica temporária e transitória para a Igreja russa. É essa ausência temporária da figura do metropolita local em Kiev que explica o estranho, sob o príncipe Vladimir, o papel representativo e dominante de Anastácio, não um bispo por categoria. Deve-se enfatizar que, naqueles anos, Bizâncio travou uma batalha obstinada com a Bulgária, procurando subordinar sua Igreja autocéfala à jurisdição do Patriarca de Constantinopla. O imperador Basílio II Bulgaróctono (976–1025) finalmente quebrou a resistência da Bulgária, eliminando a natureza autocéfala de sua arquidiocese de Ocrida. A campanha do príncipe Vladimir contra Quersoneso em si não é algo inesperado e inexplicável: ele queria obter um bispo canônico não de Constantinopla, mas da Bulgária, preservando assim, em certa medida, a independência política. 
A lenda da crônica sobre o batismo de Vladimir (a chamada "lenda de Quersoneso") também conecta o batismo do príncipe russo com o nome de Anastácio: tendo recebido sua nota durante o cerco, ele conta a crônica, Vladimir "rugiu ao céu , dizendo: se for verdade, eu me batizarei ". De acordo com a posterior Crónica de Nestor (séc. XVI), Anastácio teve um papel ativo no estabelecimento do cristianismo nas terras russas. As fontes diferem quanto ao status de Anastácio em Quersoneso e na Rússia. "O Conto dos Anos Passados" e a "Vida" do Príncipe Vladimir simplesmente o chamam de "muzhem korsunyaninom", como se fosse distinto de outros "sacerdotes de Quersoneso" trazidos por Vladimir para a Rússia. Na Primeira Crônica de Novogárdia, Anastácio é chamado de "sacerdote", isto é, um padre. É de acordo com esta afirmação que se pode assumir que, em Kiev, Anastácio ocupou o lugar do abade da Igreja dos Dízimos - o principal templo da Rus de Kiev no final do século X - primeiro terço do século XI (algumas listas da Vida do Príncipe Vladimir e o chamado Conto de Nicolau Zarazski o chamam de bispo de Quersoneso, mas isso, é claro, não é verdade). Essas funções excepcionais que lhe foram atribuídas pelo príncipe Vladimir (especialmente se aceitamos a suposição real sobre a ausência de um metropolita, no final do século X - o início do século XI , em Kiev), nos permitem considerar Anastácio de Quersoneso o verdadeiro líder da Igreja russa no reinado de Vladimir I. Neste caso, é possível que seja ele o que se entende pelo cronista alemão Dietmar de Merseburgo, que menciona um certo "arcebispo" de Kiev na história da captura de Kiev por Boleslau, o Valente, em 1018. Este arcebispo anônimo se reuniu em 14 de agosto de 1018. entrando na cidade de Boleslau e Esvetopolco, o Amaldiçoado, e então foi enviado por Boleslau como embaixador do príncipe de Novogárdia, Jaroslau Vladimiroviche, o Sábio. Outra versão fala do metropolita de Kiev, João I. Em 990, junto com o metropolita de Kiev, Miguel, bem como o tio de Vladimir, Dobrynya, foi para Novogárdia, onde esmagou ídolos pagãos e batizou muitos residentes, e em 991 com o mesmo propósito e acompanhado pelas mesmas pessoas faz uma viagem "através da terra russa e para Rostov." A veracidade dessas informações, no entanto, é questionável. A última vez que Anastácio de Quersoneso foi mencionado na crônica por volta de 1018. Os historiadores afirmam que após a captura de Kiev pelo príncipe polonês Boleslau, o Bravo e Esvetopolco, o Maldito (14 de agosto), Anastácio novamente passa para o lado do vencedor - Boleslau, e quando o rei polonês deixa Kiev, ele vai com ele para a Polônia na mesma qualidade de guardião do bens principescos. De acordo com o cronista, Boleslau “... dê a Nastas um décimo pela propriedade, por medo que você tenha confiado a ele uma bajulação (ou seja, engano)”. Na verdade, Anastácio não tinha escolha: para os gregos, ele era um traidor e, após a vitória sobre os búlgaros, Bizâncio poderia exigir sua extradição e, na melhor das hipóteses, cegá-lo, como os gregos costumavam fazer com os escravos rebeldes. Qual foi o destino de Anastácio de Quersoneso na Polônia, não há informações.
O historiador polonês Gerard Lyabuda sugeriu que Anastácio serviu na igreja doméstica na ilha de Lednice, onde viviam as filhas de Vladimir capturadas por Boleslau (Predslava Vladimirovna e outras).

## Representação em filmes
- “Viking” (Rússia, 2016), dirigido por Andrey Kravchuk, com Pavel Delong no papel de Anastácio.[11]